# Đua xe lăn

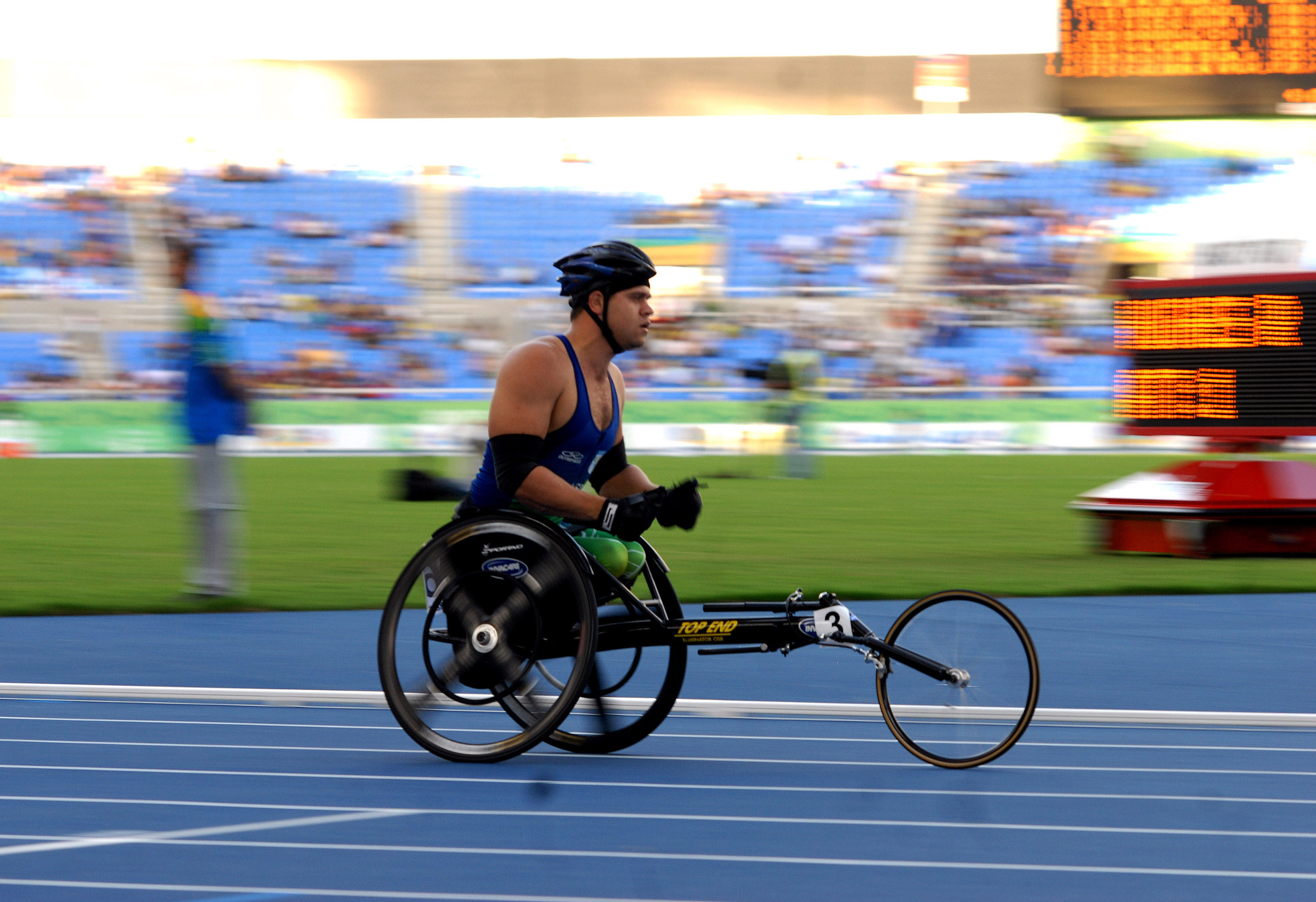
Vận động viên Wendel Silva Soares của Brasil trong cuộc đua 400 m tại Parapan American Games 2007

Đua xe lăn là môn thể thao điền kinh trong đó người tham gia điều khiển những chiếc xe lăn trên đường chạy trong sân vận động hoặc ngoài đường giao thông. Đua xe dành cho tất cả những vận động viên khuyết tật, cụt tay chân, bị chấn thương tủy sống, liệt não hoặc thị lực kém (thi kèm với các loại khuyết tật khác). Các vận động viên được phân loại theo đặc điểm và mức độ nặng nhẹ của khuyết tật hoặc nhóm khuyết tật. Giải đấu lớn nhất của đua xe lăn diễn ra tại Paralympic Mùa hè kể từ năm 1960. Xe lăn sử dụng trong thi đấu là một loại xe lăn được thiết thế chuyên biệt, cho phép người thi đấu đạt tốc độ 30 km/h trở lên. Đây là một trong những môn điền kinh Paralympic phổ biến nhất.

## Lịch sử
Các cuộc chiến tranh thế giới có ảnh hưởng lớn tới quan điểm và cách đối xử của xã hội đối với người khuyết tật. Trước chiến tranh, người khuyết tật bị coi là gánh nặng của xã hội. Khi có nhiều cựu chiến binh trở về nhà từ chiến trường, mang trong mình những khuyết tật về thể xác và tinh thần, người ta bắt đầu có những chương trình mới để giúp họ phục hồi và hòa nhập xã hội trong khi những phương thức truyền thống không tỏ ra mấy hiệu qua.
Chính phủ Anh được coi là chính quyền đầu tiên nhận ra sụ cần thiết đó. Họ mở Trung tâm Chấn thương Tủy sống tại bệnh viện Stoke Mandeville thuộc Aylesbury vào năm 1944. Giám đốc trung tâm, Sir Ludwig Guttmann, là người đưa các môn thể thao vào chương trình phục hồi chức năng cho các thương binh.

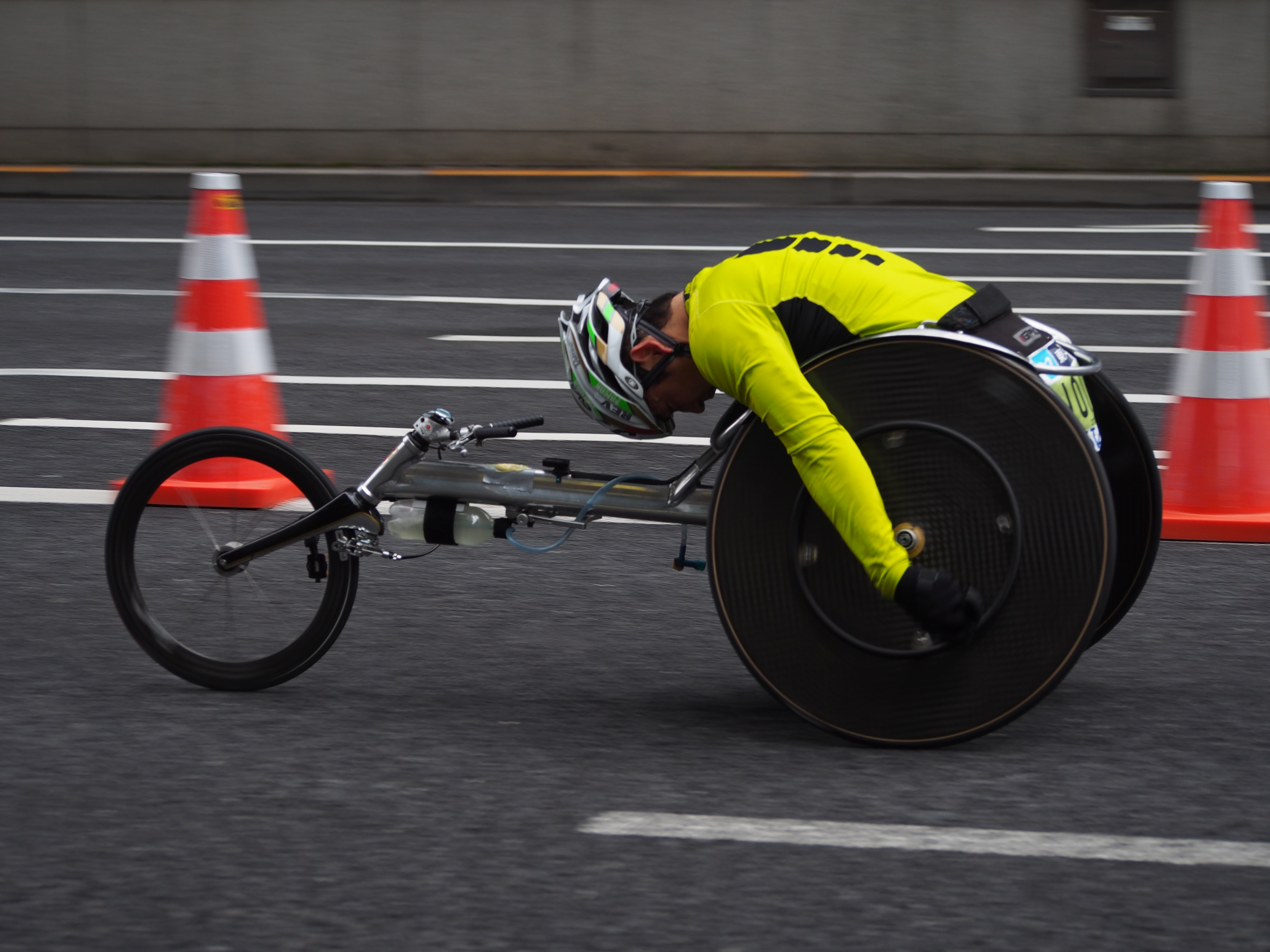
Thí sinh đua xe lăn tại Marathon Tokyo 2015

Với sự hướng dẫn của Guttmann, đại hội thể thao Stoke Mandeville dành cho người khuyết tật (Stoke Mandeville Games for the Paralyzed) được tổ chức lần đầu vào năm 1948. Cuối thập niên 1940, các môn thể thao phục hồi chức năng được lan rộng tại châu Âu và tới cả Hoa Kỳ. Trong thời gian này các môn và sự kiện thể thao dành cho những người ngồi xe lăn xuất hiện tại châu Âu.
Vào năm 1952 người ta tổ chức cuộc thi quốc tế đầu tiên dành cho các vận động viên xe lăn giữa các vận động viên Anh Quốc và Hà Lan. Có 130 vận động viên bị chấn thương tủy sống tham gia sáu môn thể thao khác nhau. Để vinh danh các giá trị xã hội và nhân văn mà phong trào thể thao xe lăn mang lại, Ủy ban Olymic Quốc tế (IOC) vào năm 1956 đã công nhận những cống hiến của Guttmann và trao trặng cúp Sir Thomas Fearnley dành cho đại hội thể thao Stoke Mandeville vì những thành tựu đáng khen ngợi cho phong trào Olympic.
Kể từ khi đại hội thể thao Stoke Mandeville ra đời, các môn thể thao xe lăn được mở rộng khi nhiều môn thể thao (dành cho người thường) khác ra đời. Đầu tiên là các môn bắn cung, bowls, bóng bàn, đẩy tạ, ném lao và ném gậy. Vào thập niên 1960 bóng rổ, đấu kiếm, snooker và cử tạ xe lăn ra đời.

## Nội dung thi đấu

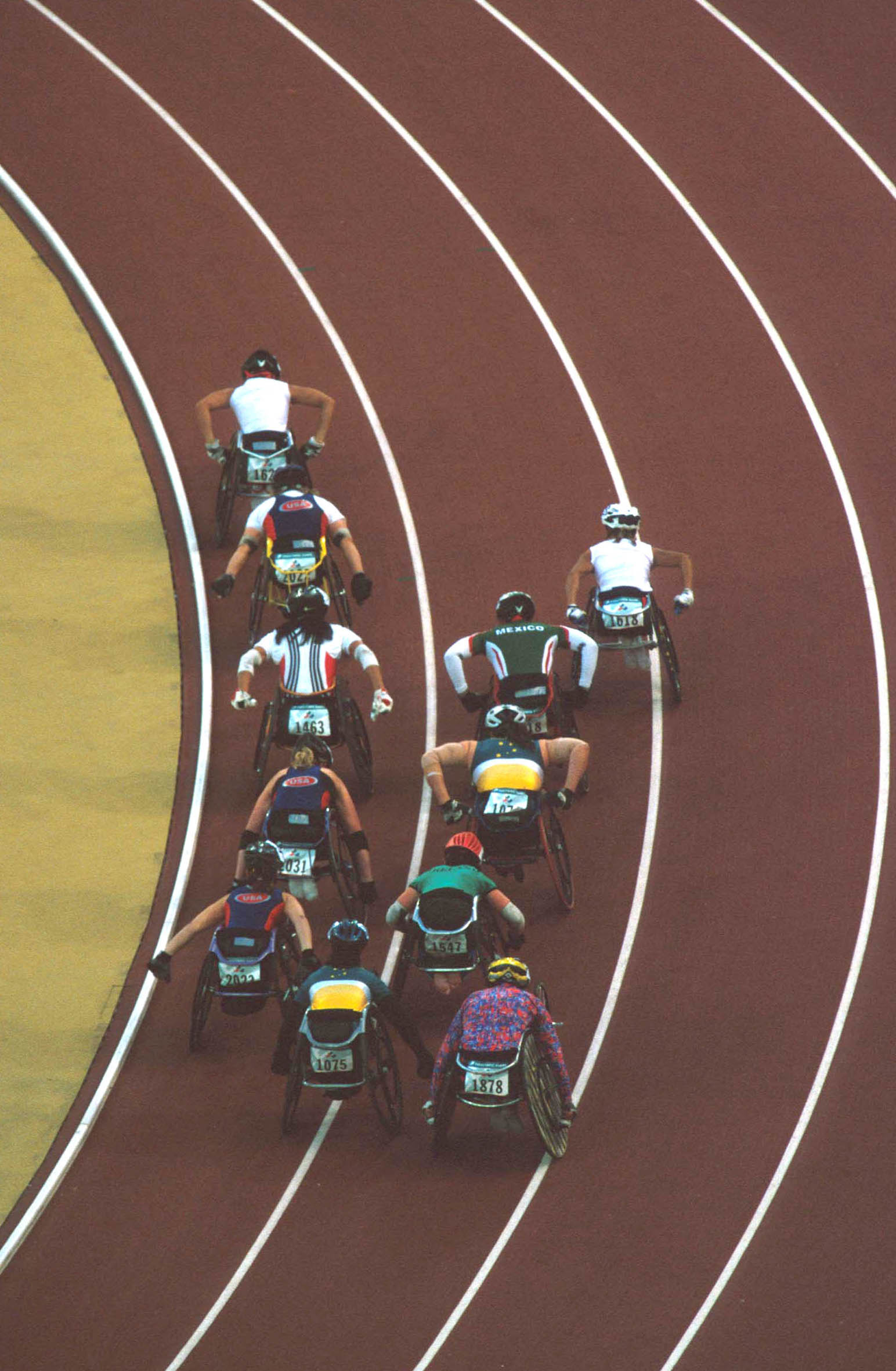
Cuộc đua tại Paralympic Mùa hè 2000

Các cự ly trong đua xe lăn gồm: nước rút 100 m, 200 m và 400 m; cự ly trung bình 800 m và 1500 m; cự ly dài 5000 m và 10.000 m; tiếp sức 4 x 100 m và 4 x 400 m. Nội dung đường trường của đua xe lăn là marathon xe lăn.
Các vận động viên xe lăn cũng có thể tham dự các nội dung trong sân thi đấu như đẩy tạ, ném lao, và ném đĩa. Cũng có các nội dung phối hợp như năm môn phối hợp tùy theo hạng thương tật của vận động viên.